# Maurice Mercery
Maurice Mercery, né le 20 avril 1902 dans le 10e arrondissement de Paris et mort le 13 novembre 1991 à Pessac (Gironde), est un footballeur français évoluant au poste d'ailier droit.

## Carrière
Maurice Mercery évolue à l'AS Française lorsqu'il connaît sa première et unique sélection en équipe de France de football. Il affronte le 5 avril 1920 lors d'un match amical l'équipe d'Angleterre de football amateur. Les Français s'inclinent sur le score de cinq buts à zéro. 